# Bacchisa albicornis
Bacchisa albicornis là một loài bọ cánh cứng trong họ Cerambycidae.